# Люблянско-Гаагская конвенция
Люблянско-Гаагская конвенция (полное название — Люблянско-Гаагская конвенция о международном сотрудничестве при расследовании и судебном преследовании преступления геноцида, преступлений против человечности, военных и других международных преступлений (англ. The Ljubljana – The Hague Convention on International Cooperation in the Investigation and Prosecution of Genocide, Crimes against Humanity, War Crimes and other International Crimes)) — это международный договор в области международного уголовного права, который позволяет подписавшим его государствам сотрудничать на международном уровне в расследовании и судебном преследовании наиболее тяжких преступлений.

## История
Конвенция принята на дипломатической конференции в столице Словении Любляне 26 мая 2023 года. Подписана 14 февраля 2024 года во Дворце мира в Гааге (Нидерланды). Люблянско-Гаагская конвенция является международным проектом; первоначальная инициатива по оказанию взаимной правовой помощи и экстрадиции возникла после встречи экспертов, организованной Нидерландами, Бельгией и Словенией в Гааге в ноябре 2011 года. Затем к инициативе присоединились Аргентина, Монголия и Сенегал. Таким образом, подготовка к двухнедельной дипломатической конференции, которая состоялась 15 — 26 мая 2023 года в Любляне, велась более двенадцати лет группой из шести стран-инициаторов.
До принятия Люблянско-Гаагской конвенции не существовало аналогичного международного соглашения, регулирующего международное сотрудничество в судебном преследовании международных преступлений. Странам приходилось каждый раз договариваться о сотрудничестве, что было очень сложно и отнимало много времени. Люблянско-Гаагская конвенция, состоящая из преамбулы и заключительных положений, семи глав и 87 статей, определяет центральные органы сотрудничества, статус потерпевших, свидетелей, экспертов и других лиц, регулирует международную правовую помощь и процедуры выдачи, передачи осуждённых лиц и разрешения споров.

## Страны-подписанты
По состоянию на 14 февраля 2025 года конвенцию подписали сорок государств: Австрия, Албания, Андорра, Аргентина, Бельгия, Болгария, Гана, Германия, Дания, Демократическая Республика Конго, Ирландия, Коста-Рика, Латвия, Литва, Лихтенштейн, Люксембург, Мальта, Молдова, Монголия, Нидерланды, Норвегия, Польша, Республика Кипр, Республика Косово, Руанда, Северная Македония, Сенегал, Словакия, Словения, Украина, Уругвай, Финляндия, Франция, Хорватия, Центральноафриканская Республика, Черногория, Чехия, Чили, Швейцария и Швеция.